# 串錢柳
串錢柳（Tall Bottle-brush，學名 C. viminalis G. Don），桃金娘科紅千層屬，常綠灌木或小喬木，最高能生至8米，原生於澳洲的新南威爾斯及昆士蘭，現時在全球不少城市或花園中擔當當地的顯花觀賞植物。

## 特徵
串錢柳的樹皮與同屬植物紅千層一樣，褐色，厚而縱裂。除主莖挺拔之外其他枝條均柔軟下垂，長線形的葉在其上互生，前端及基部銳尖。
串錢柳這名字得名於它獨特的果實。木質蒴果結成時在枝條上緊貼其上，略圓且數量繁多，好像把中國古時的銅錢串在一起的感覺，加上柔軟的枝條如揚柳一般。
每逢3月至5月間，大部分枝條上均開滿長串紅色的穗狀花序，懸滿每支，是一種奪目的觀賞植物。

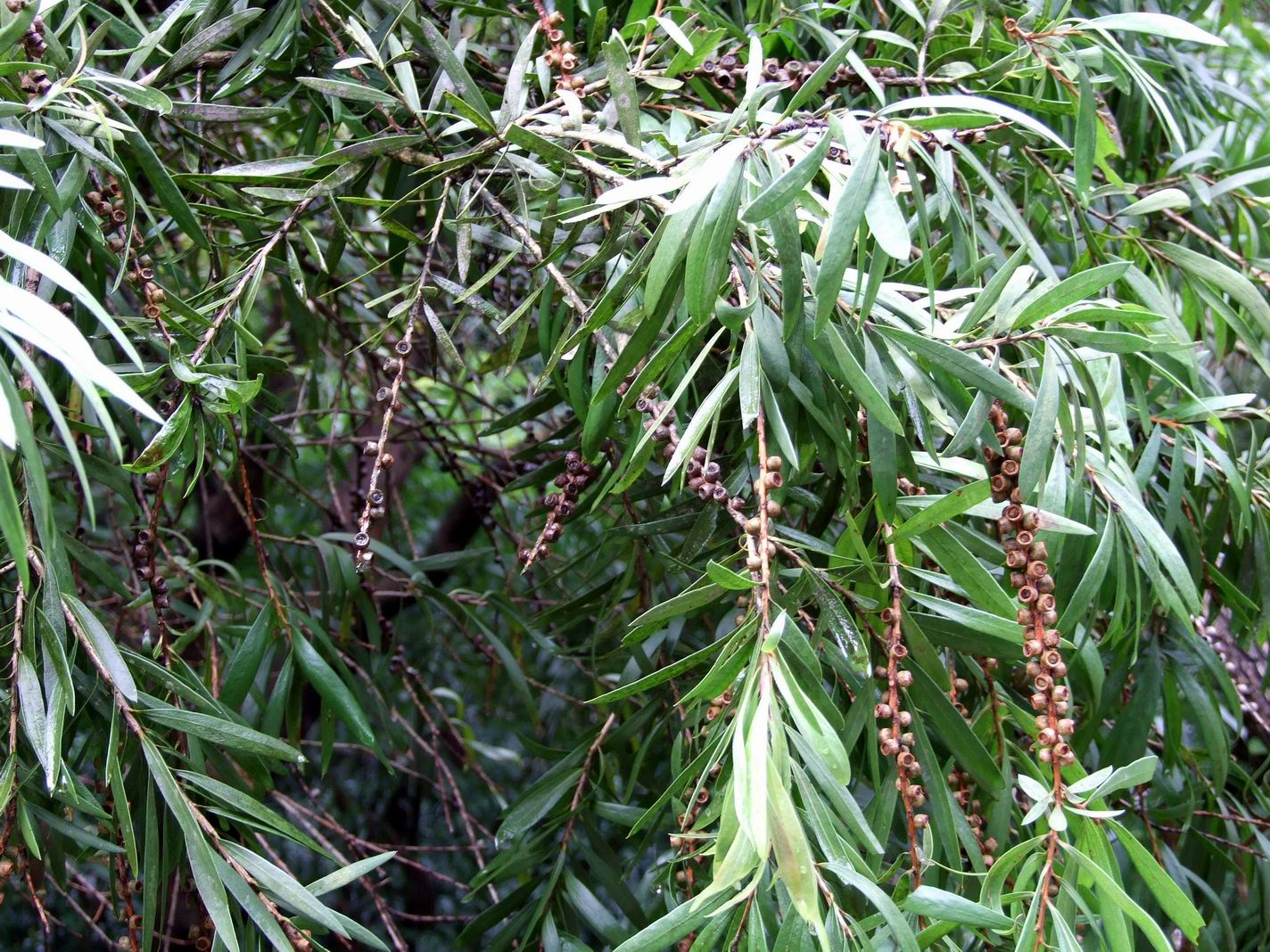
串錢柳的木質蒴果

## 外部連結
- （英文）澳洲政府介紹（页面存档备份，存于）